# جيمس براون (سياسي بريطاني)
جيمس براون (بالإنجليزية: James Brown)‏ هو صحفي وسياسي بريطاني، ولد في 1897. انتخب عضو برلمان أيرلندا الشمالية عن دائرة South Down (Northern Ireland Parliament constituency) ‏ (1938 – 1945).